# Sarah Kirsch
Sarah Kirsch, nemška pesnica, * 16. april 1935, Limlingerode, Turingija, Nemčija, † 5. maj 2013.

## Življenje
Sarah Kirsch je svoje otroštvo in mladost v letih 1937/38 preživela v Halberstadtu v Nemčiji. Njen oče je delal kot tehnik pri telekomunikacijski centrali. Njen močan interes za naravo se je med drugim kazal tudi v tem, ko se je po opravljeni maturi vpisala na gozdarsko šolo, a je to kmalu opustila. Med letoma 1954 do 1958 je študirala biologijo v Halleju (Saale) v Nemčiji, in pridobila naziv diplomirana biologinja. Leta 1958 je spoznala lirika Rainerja Kirscha, s katerim je bila med letoma 1960 in 1968 tudi poročena.
Od leta 1960 naprej je v antologijah in časopisih objavljala lirske tekste pod psevdonimom Sarah, ki si ga je izbrala zaradi protesta proti holokavstu v Tretjem rajhu. Med letoma 1963 do 1965 je skupaj s svojim možem študirala na Inštitutu za literaturo Johannes R Becher v Leipzigu.
Od leta 1965 sta skupaj z možem v Halleju (Saale) živela kot svobodna pisatelja, hkrati pa je bila Sarah Kirsch članica Združenja pisateljev Nemčije. Leta 1965 je skupaj z možem objavila pesniško zbirko »Pogovor z dinozavrom« (»Gespräch mit dem Saurier«), za katero jima je Svobodna mladina Nemčije (FDJ) podelila umetniško nagrado »Erich-Weinert-Medaille«. Dve leti kasneje, leta 1967, je objavila svojo prvo samostojno pesniško zbirko z naslovom »Bivanje na deželi« (»Landaufenthalt«).
Leta 1968 se je po ločitvi preselila v Vzhodni Berlin, kjer je leta 1969 rodila sina Moritza (njegov oče je Karl Mickel). Tam je bila aktivna kot novinarka, sodelavka na radiu in prevajalka. Leta 1973 je objavila pesniško zbirko »Čarobne besede« (»Zaubersprüche«), kot tudi zbirko proze »Panterica« (»Die Pantherfrau«) in »Ogromni, kot gora visoki morski valovi« (»Die ungeheuren bergehohen Wellen auf See«). V istem letu je postala članica upravnega odbora Združenja pisateljev Nemčije.
Leto kasneje je v Vzhodni Nemčiji izšla zbirka izbranih pesmi »Nenavadno poletje« (»Es war dieser merkwürdige Sommer«). Bila je prva, ki je protestirala proti odvzemu državljanstva Wolfu Biermannu, zaradi tega pa so jo leta 1976 izključili iz Enotne socialistične stranke Nemčije in iz nemške zveze pisateljev. V istem letu se je s sinom preselila v zahodni Berlin.
Leta 1978 je bila članica internacionalne združbe pisateljev Zvezne Republike Nemčije in štipendistka Ville Massimo v Rimu. Skupaj z Günterjem Grassom, Thomasom Braschom in Petrom Schneiderjem je leta 1980 kanclerju Helmutu Schmidtu napisala javno pismo, v katerem je pozvala h kritični usmerjenosti ameriške zunanje politike. Leta 1992 je Akademiji umetnosti v Berlinu poslala pritožbo in sicer z razlogom, ker so nekdanjim sodelavcem v državni varnosti nudili zavetje. V letu 1996 je na Univerzi Kassel prevzela profesuro in bila gostujoča docentka na Univerzi Johanna Wolfganga Goetheja v Frankfurtu. Po selitvi iz zahodnega Berlina je od leta 1981 pa do meseca maja leta 1983 sprva živela skupaj s sinom Moritzom v Bothelu v Nemčiji. Tam je leta 1984 izdala pesniško zbirko »Mačje življenje« (»Katzenleben«).
Od leta 1983 naprej je živela v Tielenhemmu v Nemčiji. Leta 2006 ji je predsednik deželne vlade Schleswig-Holstein podelil častni naslov profesorice. Vse od leta 1992 je bila Sarah Kirsch članica Svobodne akademije umetnosti v Hamburgu.

## Pesniška mesta
Limlingerode, danes del Hohensteina v Nemčiji, je njen domači kraj, kjer je bilo ustanovljeno društvo »Pesniška mesta Sarah Kirsch« (»Dichterstätte Sarah Kirsch e.V.«). Društvo, ki je bilo prej župnišče, je od leta 2000 naprej velja za njeno rojstno hišo. S pomočjo finančnih sredstev dežele Thüringen, nemškega sklada za spomeniško varstvo Bonn in društva za zaščito spomeniških varstev so to stavbo obnovili in jo poimenovali »Pesniška mesta« (»Dichterstätte«). Sarah Kirsch je bila od leta 1997 naprej večkrat prisotna na tamkajšnjih literarnih večerih.

## Literarna recepcija
Christa Wolf v »Igri poletja« (»Sommerstück«) pripoveduje, kako je Sarah Kirsch v kroniki »Kosmatinka« (»Allerlei-Rauh«) v sedemdesetih letih skupaj s prijatelji med poletnim dopustom v Mecklenburgu prenavljala kmečke hiše.
Kljub izmišljenim likom v »Igri poletja« (»Sommerstück«) je npr. Bella, kot pravi Christa Wolf, dobro prepoznana kot Sarah Kirsch (v literarni priredbi gre takole): S svojim majhnim sinom Jonasom Bela živi pri prijateljici in goji sovraštvo do nezvestega zaročenca, ki jo odvrača od pisanja in ji že tedne ni pisal iz Francije, medtem ko so se njena pisma, naslovljena nanj, raztrgana izgubila v vetru. V nekem pogovoru izraža svoje slutnje o odhodu (nekega dne bom pohitela tja). V tem kontekstu je občutno, za razliko od opazovanja in samoopazovanja v 1. osebi pripovedovalca, čas preloma in samonapovedovanja, pri napetosti dopustniške atmosfere: leta 1976 sta bili obe pisateljici izključeni iz društva, zaradi javnega pisma, katerega je Sarah poslala glede odvzema državljanstva Wolfa Biermannsa. Wolf Biermanns je na to pismo odreagiral drugače kot Sarah Kirsch in to samokritično reflektiral v »Igri poletja« (»Sommerstück«): „Nekaj se bo spremenilo, danes vsi pravimo, vedeli smo, da tako ne more ostati. [...] Krik, kateri je obtičal v grlu, ni izumrl. Nismo odšli iz svoje kože. »Igri poletja« (»Sommerstück«) se prične z dvema njenima citatoma: Kot prvi stavek služi napis pesmi »Nenavadno poletje« (»Es war dieser merkwürdige Sommer«). Druga pesem, katere motiv je v poteku dogajanja, kjer ptica ujeda krožno leti čez skupino prijateljev, je naravnana k pripovedi. Kot ptica ujeda po sladkem nebu jaz nikoli ne krožim nad ljudmi in drevesi [...] in nato poletim skozi poletje.

## Odlikovanja
- 1965 Medalja »Erich-Weinert«, nagrada umetnosti svobodne mladine Nemčije, skupaj z Rainerjem Kirschom (»Erich-Weinert-Medaille«)
- 1973 »Heinrich-Heine«; Nagrada Ministrstva za kulturo Nemške demokratične Republike (»Heinrich-Heine-Preis«)
- 1976 Nagrada »Petrarca«, skupaj z Ernstom Meisterom (»Petrarca-Preis«)
- 1978 »Nemška Akademija Rim Villa Massimo« (»Deutsche Akademie Rom Villa Massimo«); štipendija
- 1980 »Avstrijska državna nagrada za evropsko literaturo«  (»Österreichischer Staatspreis für europäische Literatur«)
- 1981 Nemška nagrada kritikov (»Deutscher Kritikerpreis«)
- 1983 Nagrada »Roswitha« (»Roswitha-Preis«)
- 1984 Nagrada »Friedrich-Hölderlin« mesta Bad Homburg (»Friedrich-Hölderlin-Preis«)
- 1988 »Mestni pisatelji Mainza« (»Mainzer Stadtschreiber«)
- 1988 Nagrada za umetnost dežele Schleswig-Holstein (»Kunstpreis des Landes Schleswig-Holstein«)
- 1992 Literarna nagrada združenja umetnikov »Ida-Dehmel« (»Ida-Dehmel-Literaturpreis« GEDOK e.V.)
- 1992 Nagrada v čast nadarjenim družbe Heinrich Heine (»Ehrengabe der Heinrich-Heine-Gesellschaft«)
- 1993 Literarna nagrada sklada Konrada Adenauerja (»Literaturpreis der Konrad-Adenauer-Stiftung«)
- 1996 Nagrada Akademije za jezik in poezijo »Georg Büchner« (»Georg-Büchner-Preis«)
- 1997 Nagrada deželne skupnosti Westfalen-Lippe »Annette-von-Droste-Hülshoff« (»Annette-von-Droste-Hülshoff-Preis«)
- 2000 Nagrada za kulturo Kreis Dithmarschen (»Kulturpreis des Kreises Dithmarschen«)
- 2005 Nagrada »Jean-Paul«, Bayern (»Jean-Paul-Preis«)
- 2006 Literarna nagrada »Johann-Heinrich-Voß« mesta Otterndorf (»Johann-Heinrich-Voß-Preis für Literatur«)
- 2007 Nagrada »Samuel-Bogumil-Linde« (»Samuel-Bogumil-Linde-Preis«)

## Dela
- »Berlin – sončna stran, nemški stik mladine v glavnem mestu nemške demokratične Republike« (»Berlin – Sonnenseite. Deutschlandtreffen der Jugend in der Hauptstadt der DDR«); 1964, slikovna reportaža, skupaj z Thomasom Billhardtom in Rainer Kirschom
- »Pogovor z dinozavrom« (»Gespräch mit dem Saurier«); 1965, pesniška zbirka, skupaj z Rainer Kirschom
- »Pijano sonce« (»Die betrunkene Sonne«); 1966, Otroška knjiga, Ilustracije: Erich Gürtzig
- »Bivanje na deželi« (»Landaufenthalt«); 1967, pesniška zbirka
- »Čarobne besede« ("Zaubersprüche«); 1973, pesniška zbirka
- »Žalostni dan« (»Trauriger Tag«)
- »Panterica« (»Die Pantherfrau«); 1973,  Pet neobdelanih pripovedk z videokasete, zbirka proz
- »Ogromni, kot gora visoki morski  valovi« (»Die ungeheuren bergehohen Wellen auf See«); 1973, knjiga proz
- »Nenavadno poletje« (»Es war dieser merkwürdige Sommer«); 1974, knjiga izbranih pesmi
- »Karolina v vodnih kapljah« (»Caroline im Wassertropfen«); 1975, otroška knjiga z ilustracijami od Erdmuta Oelschlägerja
- »Med jesenjo in zimo« (»Zwischen Herbst und Winter«); 1975, Otroške pesmi – notno gradivo, skupaj z Ingrid Schuppan
- »Veter v hrbet. Pesmi.« (»Rückenwind. Gedichte«); 1976, ta pesniška zbirka je kovana iz motivov ljubezni, osamljenosti in na podlagi njene ločitve od ljubimca Christopha Meckelja, kateri je ločeno od nje živel v zahodnem Berlinu.
- »V poletju« (»Im Sommer«); 1977
- »Glasba na vodi« (»Musik auf dem Wasser«); 1977, knjiga izbranih del
- »Zimske pesmi« (»Wintergedichte«); 1978
- »Obliž za mačke« (»Katzenkopfpflaster«); 1978, knjiga izbranih pesmi
- »Sedem kož. Pesmi. 1962 - 1979« (»Sieben Häute Gedichte 1962–1979«); 1979
- »Spuščanje zmaja« (»Drachensteigen«); 1979, pesmi
- »Ločitev« (»Trennung«); 1979, pesmi
- »Veter in sence« (»Wind und Schatten«), skupaj z umetnikom po imenu Kota Tamiuchi
- »La Pagerie« ;1980, pesmi v prozi
- »Zamenjava spola« (»Geschlechtertausch«); 1980, skupaj z Irmtraut Morgnerjem in Christo Wolf
- »Hans moj jež« (»Hans mein Igel«); 1980, otroška knjiga po otroških in hišnih pravljicah bratov Grimm, z ilustracijami Paule
- »Papirnate zvezde« (»Papiersterne«); 1981, to delo je uglasbil Wolfgang von Schweinitz
- »Zemlja« (»Erdreich«); 1982, pesmi
- »Mačje življenje« (»Katzenleben); 1984, pesmi
- »Podeželske poti. Izbor. 1980-1985« (»Landwege. Eine Auswahl 1980–1985«); 1985, spremna beseda Günter Kunert
- »Potovanje izčrpanosti« (»Reisezehrung«); 1986, proza
- »Moteča zvezda« (»Irrstern«) ; 1987, knjiga proze
- Knjiga s pesmimi avtorice Sarah Kirsch in risbami A. R. Pencka  »Izdaja slikovnih knjig« (»Edition Malerbücher«); 1987
- »Kosmatinka. Kronika« (»Allerlei-Rauh. Eine Chronik«) ;  1988, knjiga proz
- »Zrak in voda. Pesmi.« (»Luft und Wasser. Gedichte«); 1988,  slike: Ingo Kühl
- »Toplina snega. Pesmi.« (»Schneewärme. Gedichte«); 1989
- »Zimska glasba« (»Wintermusik«); 1989
- »Poplava« (»Die Flut«); 1990, Izbrana dela, sestavil Gerhard Wolf
- »Nihajoče norenje« (»Schwingrasen«); 1991, proza
- »Pleva« (»Spreu«); 1991, dnevnik s slikami
- »Kraljeva hči« (»Erlkönigs Tochter«); 1992, pesmi
- »Preprosto življenje« (»Das simple Leben«); 1994, kratke proze in pesmi
- »Nezaslišan« (»Bodenlos«); 1996
- Skupna izdaja, 5 zvezkov v Schuberju; 1999, istočasno v nemški založbeni ustanovi  (Deutschen Verlags-Anstalt  DVA, München/Stuttgart) in v založbi Nemška žepna knjiga (Deutsche Taschenbuch Verlag – DTV)
- Sarah Kirsch in Christoph W. Aigner: »Pri slikanju sem bil odsoten« (»Beim Malen bin ich weggetreten«); 2000, umetniška knjiga
- »Labodja ljubezen., vrstice in čudež« (»Schwanenliebe. Zeilen und Wunder«); 2001, lirske miniature
- »Islandske planote. Delci dnevnih fragmentov« (»Islandhoch Tagebruchstücke«); 2002 proza
- »Sneg prihaja v viharju« (»Kommt der Schnee im Sturm geflogen«); 2005, proza
- »Svetleči nageljni« (»Kuckuckslichtnelken«); 2006, proza
- »Mačke v dežju« (»Regenkatze«); 2007, knjiga proz, lirski dnevnik
- Sommerhütchen (2008)
- »Čvekanje vran« (»Krähengeschwätz«); nemška založba, München 2010
- »Vijolice v marcu« (»Märzveilchen«); nemška založbena ustanova, München 2012

## Dokumentacija in literatura
- Herlinde Koelbl: Sarah Kirsch in: Im Schreiben zu Haus  −  Wie Schriftsteller zu Werke gehen  −  Fotografien und Gespräche, Knesebeck Verlag, München 1998, ISBN 3-89660-041-9. S. 22–27. Fotodokumentation Kirschs, die die Autorin an ihrem Arbeitsplatz und im persönlichen Umfeld porträtiert und im Interview sowohl Grundlage ihrer Berufung als auch Rahmenbedingungen und individuelle Vorgehensweise bei der Entstehung ihrer Werke darstellt.
- Theo Rommerskirchen: Sarah Kirsch. In: viva signatur si! Remagen-Rolandseck 2005. ISBN 3-926943-85-8
- Monika Wolting: Der Garten als Topos im Werk von Marie Luise Kaschnitz, Undine Gruenter und Sarah Kirsch. Wrocław 2009. ISBN 978-83-229-2985-8
- Kurzbiografie zu: Kirsch, Sarah. In: Wer war wer in der DDR? 5. Ausgabe. Band 1. Links, Berlin 2010, ISBN 978-3-86153-561-4.